# Opperdoes
Opperdoes est un village de la commune néerlandaise de Medemblik, dans la province de la Hollande-Septentrionale. Le 1er janvier 2004, la ville comptait 1 860 habitants.

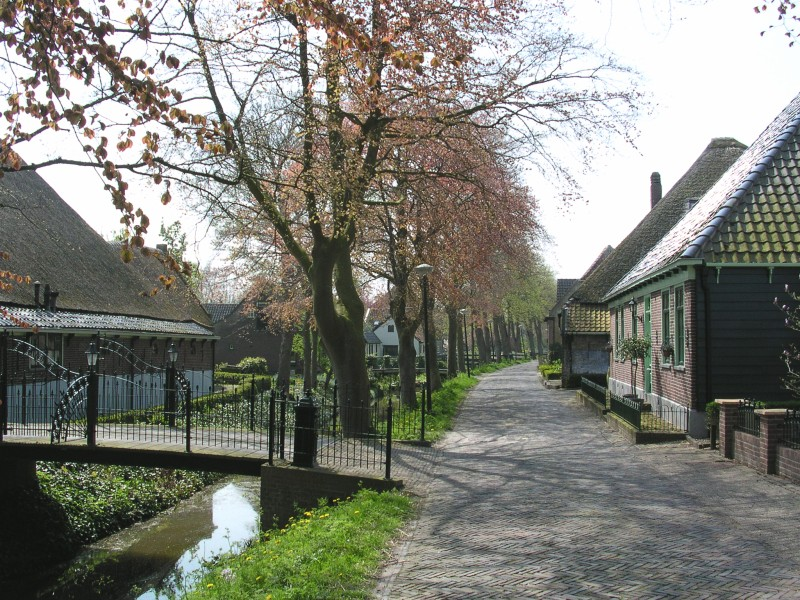

Ce village est au cœur de l'aire de production d'une variété particulière de pomme de terre primeur, l'Opperdoezer Ronde, qui bénéficie au niveau européen d'une appellation d'origine protégée (AOP, ou BOB en néerlandais).

## Histoire
Opperdoes était une commune indépendante jusqu'au 1er janvier 1979. Elle fusionne alors avec Abbekerk, Midwoud, Sijbekarspel et Twisk pour former la nouvelle commune de Noorder-Koggenland.